# ابتسام الجريدي
ابتسام جرايدي (ولدت في 9 ديسمبر 1992) هي لاعبة كرة قدم مغربية، تلعب في مركز الهجوم في النادي الأهلي السعودي والمنتخب النسوي.
تعتبر ابتسام جرايدي أول لاعبة مغربية وعربية تسجل في كأس العالم للسيدات، عندما منحت أول فوز تاريخي للمنتخب المغربي ضد منتخب كوريا الجنوبية.

## مسيرتها الكروية
بدأت علاقة ابتسام جرايدي مع كرة القدم في سن السابعة من خلال فرق الأحياء، مثل جميع اللاعبات في هذه الفئة الرياضية، بعد ذلك، شاركت في البطولة المدرسية ولعبت لفريق «نسيم سيدي مؤمن» قبل أن تنضم إلى فريق الجيش الملكي.
وتضيف «بصراحة، وجدت دعمًا كافيًا من عائلتي. لقد دعموني ولم يعارضوا فكرة أن ألعب كرة القدم، خاصة أنها كانت شغفي منذ الصغر»
سبب آخر للنجاح، بما أنها فازت بكل شيء تقريبًا بمباركة خاصة بها. وقالت «رحلتي مع الجيش الملكي غنية بالألقاب لأننا النادي الأكثر نجاحًا ونشكل قلب الفريق».
فازت بالبطولة المغربية 9 مرات، وكأس العرش 8 مرات بين (2013 و 2022)، كما فازت بلقب كأس السوبر المغربي الإماراتي، وبطولة دوري أبطال إفريقيا وحصلت على جائزة أفضل لاعبة في البطولة المغربية سنة 2016، وحصلت على هدافة البطولة المغربية خمس مرات، مواسم 2016-2017، 2017-2018، 2019-2020، 2020-2021 و2021-2022 وهدافة دوري أبطال إفريقيا موسم 2022

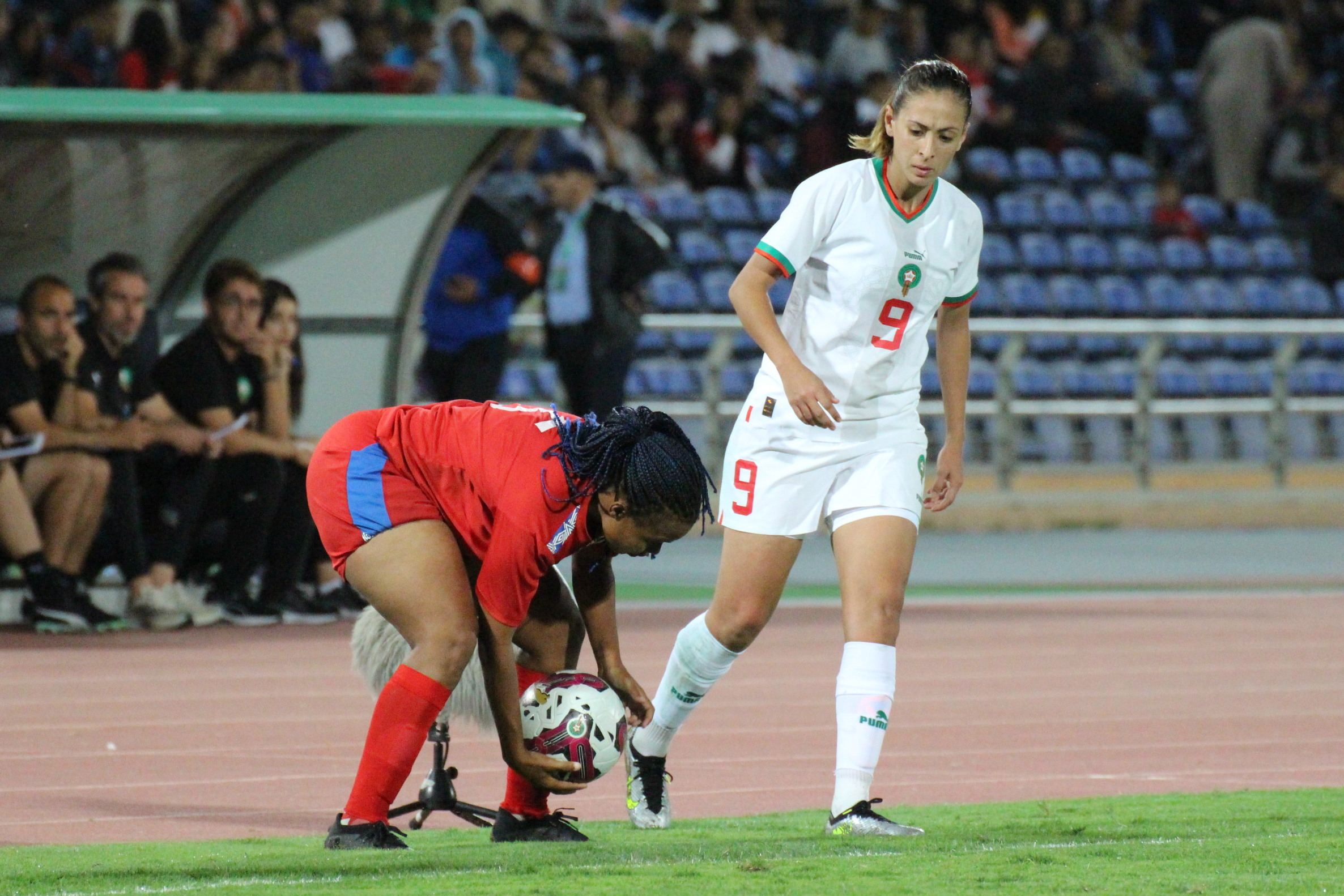
ابتسام الجريدي مع المنتخب المغربي (2023)

في 14 نوفمبر 2023، ترشحت ابتسام جرايدي للفوز بجائزة الكرة الذهبية الإفريقية لأفضل لاعبة في إفريقيا لعام 2023، من قبل الاتحاد الإفريقي لكرة القدم.
في عام 2023، انضمت جرايدي إلى الأهلي السعودي بعقد لمدة عامين، في الموسم الأول من الدوري السعودي الممتاز للسيدات. احتلت المركز الثاني في ترتيب  الهدافين، على الرغم من وصولها في منتصف موسم 2022–23. 
وفي الموسم التالي، قادت نادي الأهلي السعودي إلى التتويج بأول نسخة لبطولة كأس الاتحاد السعودي للسيدات 2023-24، بعد فوزهم في النهائي ضد نادي الشباب (3-2)، سجلت هدفين لفريقها، وتوجت هدافة لبطولة الكأس برقم قياسي (14 هدف)، وهدافة الدوري السعودي الممتاز للسيدات. 
وفي موسم 2024-25، قادت نادي الأهلي السعودي إلى التتويج للمرة الثانية على التوالي ببطولة كأس الاتحاد السعودي للسيدات 2024-25، بعد فوزهم في النهائي ضد نادي القادسية (2-1)، سجلت هدف الفوز لفريقها، وتوجت هدافة لبطولة الكأس للمرة الثانية برصيد (9 أهداف).

## الإحصائيات
آخر تحديث 25. أبريل 2025
| النادي        | الموسم   | الدوري         | الدوري | الدوري  | الكأس  | الكأس   | أخرى   | أخرى    | المجموع | المجموع |
| النادي        | الموسم   | الدوري         | الظهور | الأهداف | الظهور | الأهداف | الظهور | الأهداف | الظهور  | الأهداف |
| ------------- | -------- | -------------- | ------ | ------- | ------ | ------- | ------ | ------- | ------- | ------- |
| النادي الأهلي | 2022–23  | الدوري السعودي | 7      | 17      | —      | —       | —      | —       | 7       | 17      |
| النادي الأهلي | 2023–24  | الدوري السعودي | 13     | 17      | 4      | 14      | —      | —       | 17      | 31      |
| النادي الأهلي | 2024–25  | الدوري السعودي | 18     | 26      | 4      | 9       | —      | —       | 22      | 35      |
| النادي الأهلي | الإجمالي | الإجمالي       | 38     | 60      | 8      | 23      | 0      | 0       | 46      | 83      |

## الإنجازات
الجيش الملكي (20 لقب)
- البطولة الوطنية المغربية (9) : 2013، 2014، 2016، 2017، 2018، 2019، 2020، 2021، 2022
- كأس العرش (8) : 2013، 2014، 2015، 2016، 2017، 2018، 2019، 2020
- الكأس المغربية الإماراتية : 2021
- بطولة شمال إفريقيا : 2021
- دوري أبطال إفريقيا : 2022

 الأهلي (لقبين)
- كأس الاتحاد السعودي (2) : 2024، 2025.

 المغرب (لقبين)
- كأس أفريقيا للسيدات الوصيف: 2022، 2024
- دورة اتحاد شمال أفريقيا للسيدات : 2020
- بطولة مالطا الدولية : 2022

### فردية
- أفضل لاعبة في البطولة الوطنية المغربية: 2016.
- هدافة البطولة الوطنية المغربية (5): 2017 (39 هدف)، 2018، 2020 (35 هدف)، 2021 (36 هدف)، 2022 (31 هدف).
- هدافة الدوري السعودي الممتاز (2): 2024 (17 هدف)، 2025 (26 هدف).
- هدافة كأس الاتحاد السعودي (2): 2024 (14 هدف)، 2025 (9 أهداف).
- هدافة دوري أبطال إفريقيا: 2022 (6 أهداف).
- هدافة بطولة شمال إفريقيا: 2021 (6 أهداف).
- الاتحاد الدولي لتاريخ وإحصاءات كرة القدم تشكيلة العام في أفريقيا: 2022.[7]
- أفضل لاعبة : المغرب - كوريا الجنوبية كأس العالم للسيدات: 2023.[8]
- جائزة أفضل لاعبة مغربية محترفة: 2023–24.

## روابط خارجية
- ابتسام جرايدي على موقع قاعدة بيانات كرة القدم.إي يو (الإنجليزية)
- ابتسام جرايدي على موقع Soccerway.com (الإنجليزية)
- ابتسام جرايدي على موقع كووورة